# 范昌治
范昌治（？—？），中國清朝官員，本籍浙江鄞县（今属宁波市海曙区）。范昌治於1742年（乾隆7年）奉旨接替錢洙，於台灣地區擔任台灣府知府。而此官職是台灣清治時期此期間，受台灣道制約的台灣地方父母官。